# 阿爾弗雷德·諾思·懷特黑德
阿佛列·諾思·懷特黑德（英語：Alfred North Whitehead；1861年2月15日—1947年12月30日），OM，英國數學家、哲學家。他是歷程哲學學派的奠基者，目前已被視為可應用到多種學科，包括生態學、神學、教育學、物理學、生物學、經濟學、心理學及其他領域。
在他的职业生涯早期懷特黑德主要研究数学、逻辑和物理。他最引人注目的是与前学生伯特兰·罗素合著的三卷《数学原理》（1910年至1913年）。《数学原理》认为是二十世纪最重要的数学逻辑作品之一，在现代图书馆出版社所列的二十世纪前100本英文非小说书籍名單中，獲得第23名。
1910年代末至1920年代初，懷特黑德逐渐把他的注意力从数学轉移至科学哲学和形而上学。和柏格森一樣，他關注直覺體驗與生命本身，但他採取不同的進路來解決這個問題，進而構建了一个全面的形而上学的系统。懷特黑德认为现实是由事件構成，而不是物质；这些事件不能脫離彼此關係而定义，因此拒绝独立存在的物质理论。今天懷特黑德的哲学著作——特别《歷程與實在》——被视为历程哲学的經典。
懷特黑德的历程哲学主張：「紧迫地將世界視為一個具有相互关联历程的網路，而我們是不可或缺的部分，因此我们的所有的选择和行动都影响我们周围的世界。」因此，近年來懷特黑德思想最有前途的应用之一是在小约翰·柯布開創的生态文明和环境伦理領域。

## 生平
懷海德出生於英國的肯特郡，在美國麻薩諸塞州劍橋逝世。1885-1911年任教于剑桥大学，1924-1937年任教于哈佛大学。

## 歷程哲學
懷海德與羅素共同成完《數學原理》之後，便前往美國，他遠離形式的哲學概念，並且開始懷疑--如同維根斯坦的懷疑--整個西方哲學思潮。之後，懷海德甚至認為，哲學的目的在於將神祕主義理性化，「以有限的語言表達宇宙的無限」，並且對「不可說明的深刻性產生直接的洞察」。這明顯不是過去那位與羅素合著《數學原理》的哲學數學家會有的語言或情感 (羅素後來坦承，他完全無法理解懷海德的新哲學)。
根據懷海德的歷程哲學，大多數西方傳統哲學家使用的模式與隱喻，都是對永恆與無限時間的靜態隱喻；只有從數學邏輯基礎中，以及曾經虜獲早期希臘哲學家無時間真理的一般幻想中，這些隱喻得到助力。西方哲學一直以「實體」、「本質」與「客體」這類範疇為基礎，並以永久的邏輯必然性為其理想；然而，西方哲學史上還存在著另一種隱喻，一種反潮流，此即變遷、進展、歷程的隱喻。人們可以在赫拉克利圖斯身上找到這種隱喻，甚至也能在亞里斯多德、黑格爾、達爾文與尼采身上找到。
懷特黑德的歷程哲學可以說是起因於牛頓物理學的崩解；這是他所親自見證的，使他大為震撼。他的形上學見解出現於他的《自然之概念》（The Concept of Nature, 1920年）。而在他的《科學與現代世界》（Science and the Modern World, 1925年）的論文中他的形上學就已架構完成了；這本書也是對思想史，對科學和數學在西方文明興盛過程中的角色之重要研究。懷特黑德的形上學受到柏格森變的哲學之影響，但他也是一個柏拉圖主義者，認為「諸事件（events）之特徵源於超時間單體（entities）對其之契入（ingression）」。
1927年，懷特黑德受邀在愛丁堡大學的季福講座演說。1929年講稿出版為《歷程與實在》（Process and Reality）一書，為歷程哲學奠基，是對西方形上學的重大貢獻。除了英國外，歷程哲學在世界各處都引人跟隨，較著名的有哈特雄（Charles Hartshorne），還有歷程神學家約翰‧科布（John Cobb, Jr.）。
《歷程與實在》（大陆：《过程与实在》）一書因其護衛有神論而著名，不過懷特黑德的上帝和亞伯拉罕的啟示性上帝是根本不同的。懷特黑德的機體哲學（philosophy of organism）帶起了歷程神學，在這方面有貢獻的除了哈特雄及科布外，還有格里芬。有些基督徒和猶太人認為歷程神學對認識上帝和宇宙是很有效果的進路。就如整個宇宙是一直在流轉改變，做為宇宙起源的上帝也被視為是在成長與改變的。
1933年出版的《觀念之歷險》（The Adventure of Ideas）對懷特黑德形上學的主要見解作了摘要，是他最後也最可讀的一本著作。此書中也對美、真理、藝術、冒險與和平作了定義。他認為「沒有全部的真理；所有真理都是一半的真理。想把他們當作全部的真理就是在扮演魔鬼。」

## 著作
- 与伯特兰·罗素. 《数学原理》（Principia Mathematica）第一卷. 剑桥，1910.
- 与伯特兰·罗素. 《数学原理》第二卷. 剑桥，1912.
- 与伯特兰·罗素. 《数学原理》第三卷. 剑桥，1913
- 《教育与科学理性的功能》（The Organization of Thought Educational and Scientific）. 伦敦，1917.
- 《自然的概念》（The Concept of Nature）. 剑桥，1920.
- 《科学与近代世界》（Science and the Modern World） 纽约，1925.
- 《宗教的形成》（Religion in the Making）. 纽约，1926.
- 《过程与实在》（Process and Reality: An Essay in Cosmology）. 纽约，1929.
- 《教育的目的》（The Aims of Education and Other Essays）. 纽约，1929.
- 《观念的冒险》（Adventures of Ideas）. 纽约、剑桥，1933.
- 《思维的方式》（Modes of Thought）. 纽约，1938.
- 《科学与哲学论文集》（Essays in Science and Philosophy）. 伦敦，1947.